# Ambrodiscus pseudotsugae
Ambrodiscus pseudotsugae är en svampart som beskrevs av S.E. Carp. 1988. Ambrodiscus pseudotsugae ingår i släktet Ambrodiscus, ordningen disksvampar, klassen Leotiomycetes, divisionen sporsäcksvampar och riket svampar.   Inga underarter finns listade i Catalogue of Life.